# Cratere Potanina
Potanina  è un cratere sulla superficie di Venere che prende il nome dell'etnografa ed esploratrice russa Aleksandra Potanina (in russo Александра Потанина?).